# 天主教切里尼奧拉-阿斯科利薩特里亞諾教區
天主教切里尼奧拉-阿斯科利薩特里亞諾教區（拉丁語：Dioecesis Ceriniolensis-Asculana Apuliae）是天主教會在義大利的一個教區。屬福賈-波維諾總教區。

## 歷史
阿斯科利薩特里亞諾在501或502年吸收了奧爾多納教區。1819年6月14日切里尼奧拉被升為教區，但同時被平等併於阿斯科利薩特里亞諾教區。聖伯多祿堂被定為主教座堂。
1979年4月30日兩教區歸於新成立的福賈教省之下。1986年9月30日成立新的教區並易名至今。

## 現況
教區包括福賈省南部九市，教座位於切里尼奧拉。2006年有教友102,600人，佔轄區總人口96.2%。教區下轄四十個堂區，有六十一名司鐸。現任教區主教為費利切·迪莫爾費塔。